# Луцький інститут розвитку людини «Україна»
Луцький інститут розвитку людини Університету «Україна» — структурний підрозділ приватного вищого навчального закладу Відкритий міжнародний університит розвитку людини «Україна».

## Загальна інформація
Луцький інститут розвитку людини Університету «Україна» створений 25 січня 2000 року  та є єдиним на Волині вищим навчальним закладом інтегрованого типу, відкритий для молоді з неоднаковим рівнем підготовки та станом здоров'я, який створює умови для навчання людей з особливими потребами, здобуття ними вищої освіти, тим самим дозволяючи зайняти гідне місце в суспільному житті. В інституті навчаються представники соціальних груп з різним рівнем життя та фінансовими можливостями, формується система навчання людей з особливими потребами в інтегрованому здоровому студентському середовищі.
Для поліпшення умов навчання для студентів впроваджуються сучасні технології навчання: створюються мультимедійні підручники на електронних носіях; використовується мультимедійна техніка та сенсорний поліекран; впроваджуються інтерактивні методи навчання; під час проведення навчальних занять враховуються індивідуальні рекомендації щодо потреб окремих студентів у супроводі навчання.

## Напрями підготовки фахівців
Заклад готує фахівців за освітньо-кваліфікаційними рівнями магістр, спеціаліст, бакалавр, молодший спеціаліст на денній та заочній формах навчання. Такі напрями підготовки (спеціальності):
- «Документознавство та інформаційна діяльність»;
- «Здоров'я людини»;
- «Маркетинг»;
- «Туризм»;
- «Комп'ютерна інженерія»;
- «Правознавство»;
- «Соціальна робота»;
- «Фінанси і кредит».

Активна наукова діяльність інституту є головним та пріоритетним напрямком, метою якого є формування наукового світогляду, сприяння молодим дослідникам, опанування методології та методів наукового пошуку, реалізації інтелектуального потенціалу професорсько-викладацького складу та студентів щодо підвищення творчої ініціативи з метою поліпшення підготовки кадрів. Результати наукових досліджень викладачів інституту опубліковані у 41 монографії, 123 навчальних посібниках (з них 19 з грифом МОН), 2316 наукових статтях (за 2015 рік у фахових виданнях — 49); кількість публікацій у науково-метричних базах Scopus за 2015 рік — 5. У квітні 2015 року проведено І Міжнародну науково-практичну конференцію «Актуальні проблеми освіти і науки в контексті євроінтеграційного поступу» за участю 158 учасників, з них зарубіжних країн — 8. Матеріали доповідей опубліковані у збірнику матеріалів конференції «Актуальні проблеми освіти і науки в контексті євроінтеграційного поступу» та на офіційному сайті навчального закладу. Проведено науково-методичних семінарів — 205, за 2015 рік — 7; опубліковано статей студентами — 1707 (за 2015 рік — 121). Всього за період існування інституту захищено 42 кандидатських і 6 докторських дисертацій (впродовж 2009—2015 років захищено 25 кандидатських та 6 докторських дисертації). В інституті функціонує 3 наукові школи (здобувачів — 12, аспірантів — 1, докторантів — 2). Результати наукової діяльності студентів та викладачів Луцького інституту розвитку людини Університету «Україна» опубліковані у власних наукових виданнях, серед яких: «Українське державотворення: проблеми і сучасність», «Сучасні оздоровчо-реабілітаційні технології», «Шляхи реформування правової системи України», "Збірник наукових праць професорсько-викладацького складу та студентів Луцького інституту розвитку людини Університету «Україна». У 2015—2016 році студентами було виграно І, ІІ та ІІІ призові місця у конкурсі студентських наукових робіт ХІІІ конкурсу студентських наукових робіт за тематикою XV міжнародної науково-практичної конференції «Актуальні проблеми навчання та виховання людей в інтегрованому освітньому середовищі у світлі реалізації Конвенції ООН про права інвалідів».
Одним з пріоритетних напрямків діяльності інституту є популяризація здорового способу життя серед студентів, професорсько-викладацького складу і громадськості міста, а також популяризація спортивного руху на Всеукраїнській та міжнародній аренах. Всього за період існування навчального закладу студенти-спортсмени завоювали 3 золоті, 9 срібних та 4 бронзові медалі на Паралімпійських іграх та 2 золоті медалі на Дефлімпійських іграх. Також було здобуто більше 40 медалей на Чемпіонатах і Кубках світу серед інвалідів та близько 50 медалей — на Чемпіонатах України. Так, наприклад, Солярук Юлія — заслужений майстер спорту України з волейболу, чемпіонка ХХ Дефлімпійських ігор з волейболу (м. Мельбурн, Австралія); Костюк Юрій — заслужений майстер спорту з біатлону та лижних гонок, чемпіон ІХ Паралімпійських ігор з біатлону та лижних перегонів (м. Турин, Італія); Ігор Литвиненко — майстер спорту Міжнародного класу, срібний призер Паралімпійських ігор з футболу (м. Сідней, Австралія); Батенкова Юлія — майстер спорту Міжнародного класу, срібний призер ІХ зимових Паралімпійських ігор з біатлону та лижних перегонів (м. Турин, Італія); Колодій Олександр — заслужений майстер спорту України з кульової стрільби, чемпіон ХХІ та ХХІІ Дефлімпійських ігор з кульової стрільби (м. Тайпей, Китай; м. Софія, Болгарія), «Людина року Волинського краю 2009 року» у номінації «спортсмен року»; Гедіан-Апальковська Світлана — майстер спорту України, учасниця ХІІІ Паралімпійських ігор (м. Пекін, Китай); Гречко Вадим — майстер спорту міжнародного класу з пауерліфтингу, чемпіон світу з пауерліфтингу (2013); Стуй Христина — майстер спорту України міжнародного класу з легкої атлетики; Миронюк Надія — майстер спорту України міжнародного класу з важкої атлетики; Вандюк Юрій — майстер спорту України міжнародного класу з веслування на байдарках та каное; Шевчик Анатолій — майстер спорту України міжнародного класу з футболу.
Діяльність Луцького інституту розвитку людини Університету «Україна» свідчить про те, що у стінах навчального закладу формуються не тільки спеціалісти, необхідні інфраструктурі Волині, але й сформований монолітний, ціленаправлений, професійно згуртований колектив.
Всього за період існування навчального закладу диплом про вищу освіту отримало 8693 випускників, з них 518 студентам присвоєно ступінь «магістра».
Інститут постійно розвивається, впроваджує новітні технології та реалізовує їх в освітньому процесі вищої школи. За час свого існування навчальний заклад зарекомендував себе як потужний навчальний і науковий центр, осередок культури та духовності. Його авторитет здобуто працею викладачів, науковців, студентів та випускників.

## Директори інституту
2000—2001р.р — Даниленко Галина Петрівна
2001—2014р.р — Карпюк Роман Петрович
2014—2017р.р — Чижик Віктор Васильович
2017р.  — Кушпетюк Олена Іванівна (в.о.)
З 2017 року — Савич Сергій Святославович, кандидат юридичних наук, доцент
1. ↑  Луцький інститут розвитку людини Університету "Україна" (укр.). Процитовано 30 серпня 2024.